# Lindberg sogn
Lindberg sogn i Halland var en del af Himle herred. Lindbergs distrikt dækker det samme område og er en del af Varbergs kommun. Sognets areal var 42,20 kvadratkilometer, heraf land 41,79. I 2020 havde distriktet 5.281 indbyggere. Landsbyerne Trønninge, Tofta, Trønningenæs og Lindberg ligger i sognet.
Navnet (1334 Lymbyergh) består af to dele, lind og berg.. Befolkningen steg fra 1810 (1.286 indbyggere) til 1860 (2.105 indbyggere). Derefter faldt den, så der i 1950 var 1.532 indbyggere i Lindberg. Siden er befolkningen steget hurtigt igen.
Der er fire naturreservater i sognet: Balgø, Gamla Varberg, Getterøn och Væstra Getterøn.